# Vindula deione
Vindula deione är en fjärilsart som beskrevs av Wilhelm Ferdinand Erichson 1833. Vindula deione ingår i släktet Vindula och familjen praktfjärilar. Inga underarter finns listade i Catalogue of Life.